# Тельжан
Тельжан (каз. Телжан, до 2003 г. — Толбухино) — аул в Уалихановском районе Северо-Казахстанской области Казахстана. Административный центр Тельжанского сельского округа. Код КАТО — 596447100.

## Население
В 1999 году население аула составляло 769 человек (359 мужчин и 419 женщин). По данным переписи 2009 года, в ауле проживало 572 человека (279 мужчин и 293 женщины).